# Consolidated Vultee XP-81
Consolidated Vultee XP-81 (kasneje ZXF-81) je bil ameriški projekt spremljevalnega lovca z mešanim pogonom. Letalo bi poganjal turbopropelerski in turboreaktivni motor. Namen je bil zgraditi letalo, ki bi imelo visoko hitrost kot reaktivec in dolg čas leta kot propelersko letalo. Ker ni bilo na voljo ustreznega motorja in se je medtem 2. svetovna vojna končala so projekt XP-81 preklicali. 

## Specifikacije (XP-81)
Splošne karakteristike
- Posadka: 1
- Dolžina: 44 ft 10 in (13,67 m)
- Razpon kril: 50 ft 6 in (15,39 m)
- Višina: 14 ft 0 in (4,27 m)
- Površina kril: 425 ft² (39,5 m²)
- Teža praznega letala: 12755 lb (5786 kg)
- Naložena teža: 19500 lb (8850 kg)
- Maks. vzletna teža: 24650 lb (11180 kg)
- Pogon letala:
  - 1 × General Electric J33-GE-5 turboreaktivni motor, 3750 lbf (16,7 kN)
  - 1 × General Electric XT31-GE-1 (TG-100) turboprop, 2300 KM (1700 kW)

 Zmogljivost 
- Maks. hitrost: 507 mph (440 vozlov, 811 km/h)
- Doseg: 2500 milj (2200 nm, 4000 km)
- Višina leta: 35500 ft (10800 m)
- Hitrost vzpenjanja: 5300 ft/min (26 m/s)
- Obremenitev kril: 106 lb/ft² (518 kg/m²)

Oborožitev

- Strelno orožje: 6 × 20 mm (0.787 in) avtomatski topovi
- Bombe: Do 900 kg